# Elda Grin
Elda Grin (10. března 1928 Tbilisi, Gruzie – 27. října 2016, Jerevan, Arménie) byla arménská spisovatelka, psycholožka a soudní expertka.

## Život
Původně vystudovala němčinu na vysoké škole pedagogické v Jerevanu, ale později se zabývala psychologií, z níž v roce 1955 obhájila v Moskvě disertaci. V současné době působí jako profesorka psychologie na Jerevanské státní univerzitě.
Je autorkou deseti povídkových souborů a četných vědeckých publikací. Povídky Eldy Grinové byly přeloženy do litevštiny, polštiny, češtiny, slovinštiny, němčiny, angličtiny či japonštiny. Sbírka 35 jazykových překladů její povídky Ruce byla vydána v roce 2010. V češtině vyšel soubor povídek s názvem Bílí ptáci.